# Kortroman
 Der er for få eller ingen kildehenvisninger i denne artikel, hvilket er et problem. Du kan hjælpe ved at angive troværdige kilder til de påstande, som fremføres i artiklen.

Kortroman betegner en blandingsgenre mellem roman og novelle, hvori forfatteren udforsker spændingen mellem disse genrers karakteristika. På dansk er Svend Åge Madsens Kvinden uden krop et typisk eksempel.
Kortromaner er ofte begrænset til tekster på omkring 15.000 til 40.000 ord.